# Acrostaurus
Acrostaurus — рід грибів. Назва вперше опублікована 1972 року.

## Класифікація
До роду Acrostaurus відносять 1 вид:
- Acrostaurus turneri